# Plethodon asupak
Plethodon asupak (Scott Bar Salamander) là một loài kỳ giông trong họ Plethodontidae. Nó là loài đặc hữu của Bắc Mỹ. Các môi trường sống tự nhiên của chúng là các khu rừng ôn hòa và sông. Nó bị đe dọa do mất môi trường sống.